# Kirill Pozdnyakov
Kirill Pozdnyakov (russe : Кирилл Поздняков), né le 10 janvier 1989 à Ounetcha, est un coureur cycliste azerbaïdjanais, d'origine russe.

## Biographie
En 2017, Kirill Pozdnyakov obtient la nationalité azerbaïdjanaise. En mai, il devient champion d'Azerbaïdjan sur route. Le 23 août 2017, il est suspendu huit mois, soit jusqu'au 6 décembre 2017. Il a été contrôlé positif au méthylphénidate (un stimulant utilisé entre autres pour réduire l'appétit) le 7 avril, lors de la 1re étape du Tour du Maroc qu'il a remporté. Dans la période après le contrôle antidopage, il a gagné une autre étape au Maroc, puis une étape et le classement général du Tour d'Azerbaïdjan. Il perd le bénéfice de tous ses résultats obtenus depuis le 7 avril.
Mécontent de ses résultats, il décide de mettre un terme à sa carrière le 29 mai 2019.

## Palmarès et classements mondiaux

### Palmarès sur route
- 2007
  - Circuit Het Volk juniors
  - 2e de Gand-Menin
- 2011
  - 3e du Grand Prix Impanis-Van Petegem
- 2012
  - Classement général du Tour de Côte-d'Or
  - 3e du Grand Prix de Geluwe
- 2013
  - 1re étape de Tour de Taïwan
  - 4e étape de l'An Post Rás
  - 1re étape du Jelajah Malaysia :
  - Tour de Chine I :
    - Classement général
    - 1re étape

  - 3e du Tour de Taïwan
  - 3e du Jelajah Malaysia
- 2016
  - Tour de Szeklerland
    - Classement général
    - 2e et 3ea étapes

  - 3e étape du Sibiu Cycling Tour (contre-la-montre)
  - 3e du Tour de Slovaquie
- 2017
  -  Champion d'Azerbaïdjan sur route
  - 1re et 4e étapes du Tour du Maroc
  - Tour d'Azerbaïdjan :
    - Classement général
    - 2e étape

  - 3e du Tour du Maroc
- 2018
  -  Champion d'Azerbaïdjan sur route
  - Grand Prix Alanya
  - 1re étape du Tour de Mersin
  - 4e étape des Cinq anneaux de Moscou
  - 2e des Cinq anneaux de Moscou

### Classements mondiaux
| Année           | 2011 | 2012 | 2013 | 2014 |
| --------------- | ---- | ---- | ---- | ---- |
| UCI Asia Tour   |      |      | 8e   | 326e |
| UCI Europe Tour | 670e | 803e | 597e | nc   |